# José Pazó
José Pazó Espinosa (Madrid, 1961) es escritor, traductor de japonés, francés e inglés a castellano y profesor de lengua española en la Universidad Autónoma de Madrid y en la New York University. También ejerce labores de investigación y enseñanza en la Fundación José Ortega y Gasset-Gregorio Marañón y ha dado clase en la Ohio State University, la Universidad de Estudios Extranjeros de Kobe, la Universidad de Montreal y la Illinois Wesleyan University.
Ha traducido, entre otras obras, Botchan, de Natsume Sōseki (Impedimenta, 2008); Recuerdos recobrados: memorias, de Kiki de Montparnasse (Nocturna Ediciones, 2009), y Un occidental en Japón, de Donald Keene (Nocturna Ediciones, 2011). Además, es autor del libro de poemas ilustrados El libro de la rana basados en un haiku de Bashoo (Langre, 2011). También ha publicado "El enigma de los espejos" (Langre, 2016) y "Kuniyoshi. Un gato en el mundo flotante" (Archivos Vola, 2019).
Su interés por Japón proviene, en parte, del trabajo de su bisabuelo, Gonzalo Jiménez de la Espada, quien tradujo Cuentos del Japón viejo, de Takejiro Hasegawa, y escribió Leyendas y narraciones japonesas, ambos reeditados por Langre en 2013 y 2014 respectivamente. Son, en palabras de Pazó, "dos joyas editoriales que mi abuela me leía de niño". Jiménez de la Espada también fue el primer español que escaló el monte Fuji.

## Otras traducciones
•Las crónicas de Kronos 1. El gabinete de curiosidades, de Marie Rutkoski (Nocturna, 2011)
•Las crónicas de Kronos 2. El globo celeste, de Marie Rutkoski (Nocturna, 2012)
•Cosas de Japón. Apuntes y notas del Japón tradicional, de Basil Hall Chamnerlain (Satori, 2014)
•Los amigos, de Kazumi Yumoto (Nocturna, 2015)
•Viaje a la costa, de Kazumi Yumoto (Nocturna, 2016)

## Artículos y reseñas
•El elogio de la cucaracha, en El Imparcial, 25 de junio de 2014
•Un extraño baño de sinceridad. Sobre "Diario de una vagabunda", en Otro lunes. Revista Hispanoamericana de Cultura, 2013
•La belleza y la muerte en Japón (enlace roto disponible en Internet Archive; véase el historial, la primera versión y la última)., en PLIEGUES. Revista de la FFCLE, 2011 
•Inteligencia y literatura: "The Pale King", en El Imparcial, 28 de mayo de 2011 
•La evolución en los dos frentes, en El Imparcial, 14 de marzo de 2011 
•Evolución de la imagen de Japón en dos viajeros occidentales.